# Марок, Карим
Карим Марок (араб. كريم ماروك‎; род. 5 марта 1958, Тонне-Шарант, Франция) — алжирский футболист, полузащитник. Большую часть своей карьеры провёл во Франции, играя за такие известные клубы, как «Олимпик Лион» и «Брест». Карьеру закончил в алжирском «Оране».

## Карьера за сборную
Карим входил в состав сборной Алжира на чемпионатах мира 1982 в Испании и 1986 в Мексике, а также на Кубке африканских наций 1986.

## Достижения
- Чемпион Профессиональная лига Алжира: 1988
- Вице-чемпион Профессиональная лига Алжира: 1987
- Финалист Африканского Кубка чемпионов 1989